# Penedono (freguesia)
Penedono era una freguesia portuguesa del municipio de Penedono, distrito de Viseu. Tenía 28,27 km² de superficie y contaba en 2011 con 1027 habitantes, distribuidos entre la cabecera de la freguesia y dos aldeas anexas: Adobispo y Ferronha.

## Historia
Fue suprimida el 28 de enero de 2013, en aplicación de una resolución de la Asamblea de la República portuguesa promulgada el 16 de enero de 2013 al unirse con la freguesia de Granja, formando la nueva freguesia de Penedono e Granja.

## Patrimonio
- En el territorio de esta freguesia se encuentra el castillo de Penedono, singular edificio, monumento nacional desde 1910, del que existe documentación desde el año 960, pero cuyo aspecto actual se debe a mejoras del siglo XVI. De forma aproximadamente triangular, no es de una gran dimensión, pero sí de una altura más que notable en sus torres cuadrangulares.
- A la entrada del castillo se sitúa el bello pelourinho, del siglo XVI, símbolo de la autonomía municipal, que se eleva sobre cinco gradas y cuya columna se corona con un historiado templete compuesto por ocho columnillas que terminan en pináculos decorados que forman una especie de jaula.
- Cabe citar también en el patrimonio histórico-artístico de la antigua freguesiala iglesia parroquial de San Pedro, de finales del siglo XVII y principios del xviii 